# Радичова, Ивета
Ивета Радичова (девичья фамилия — Карафиатова; словац. Iveta Radičová (Karafiátová); род. 7 декабря 1956, Братислава, Чехословакия) — словацкий политик и учёный-социолог. С 8 июля 2010 по 4 апреля 2012 года — премьер-министр Словакии; министр труда в 2005—2006 годах, кандидат в президенты на выборах 2009 года.

## Политическая карьера
Окончила философский факультет Университета Коменского, работала по специальности в Академии наук Словакии и в альма-матер на кафедрах социологии и политологии. В 1990—1992 годах состояла в организации Общественность против насилия, с 2006 года состоит в Словацком демократическом и христианском союзе — Демократической партии. В 2005 году была приглашена занять должность министра труда в правительстве Микулаша Дзуринды. 4 июля покинула свой пост в связи с формированием нового, левоцентристского правительства Роберта Фицо.
Была выдвинута кандидатом на президентских выборах 2009 года и получила 713 735 (38,05 %) голосов в первом туре и 988 808 (44,47 %) во втором туре. Также она являлась кандидатом в премьер-министры на выборах 2010 года. 8 июля 2010 года после отказа действующего главы правительства Роберта Фицо сформировать правительство была назначена премьер-министром.
В правительство Радичовой вошли 5 министров от СДХС, 4 — от Свободы и солидарности, 3 — от ХДД, 2 — от партии венгерского меньшинства «Мост». В правительство вошли министры:
- Юрай Мишков (СиС) — экономики и строительства
- Иван Миклош (СДХС) — финансов
- Ян Фигель (ХДД) — транспорта, почт и коммуникаций
- Жолт Шимон (Мост) — сельского хозяйства, окружающей среды и регионального развития
- Даниэль Липшиц (ХДД) — внутренних дел
- Любомир Галко (СиС) — обороны
- Луция Житнянская (СДХС) — юстиции
- Микулаш Дзуринда (СДХС) — иностранных дел
- Йозеф Михал (СиС) — труда, социальной защиты и семьи
- Евген Юрзица (СДХС) — культуры
- Иван Ухлярик (ХДД) — здравоохранения

С 28 ноября 2011 по 4 апреля 2012 года занимала пост министра обороны Словакии.

## После ухода из политики
После отставки в 2012 вышла из СДХС и вернулась к преподавательской деятельности на факультете социальных и экономических наук Университета Коменского. С 2012 года по совместительству работает на факультете СМИ Панъевропейского университета (Братислава). С сентября 2015 года профессор Братиславской международной школы гуманитарных наук.

## Семья
Первым мужем Радичовой был актёр Стано Радич, в 2005 году она овдовела; от этого брака у неё есть дочь.